# Bildschnitzer

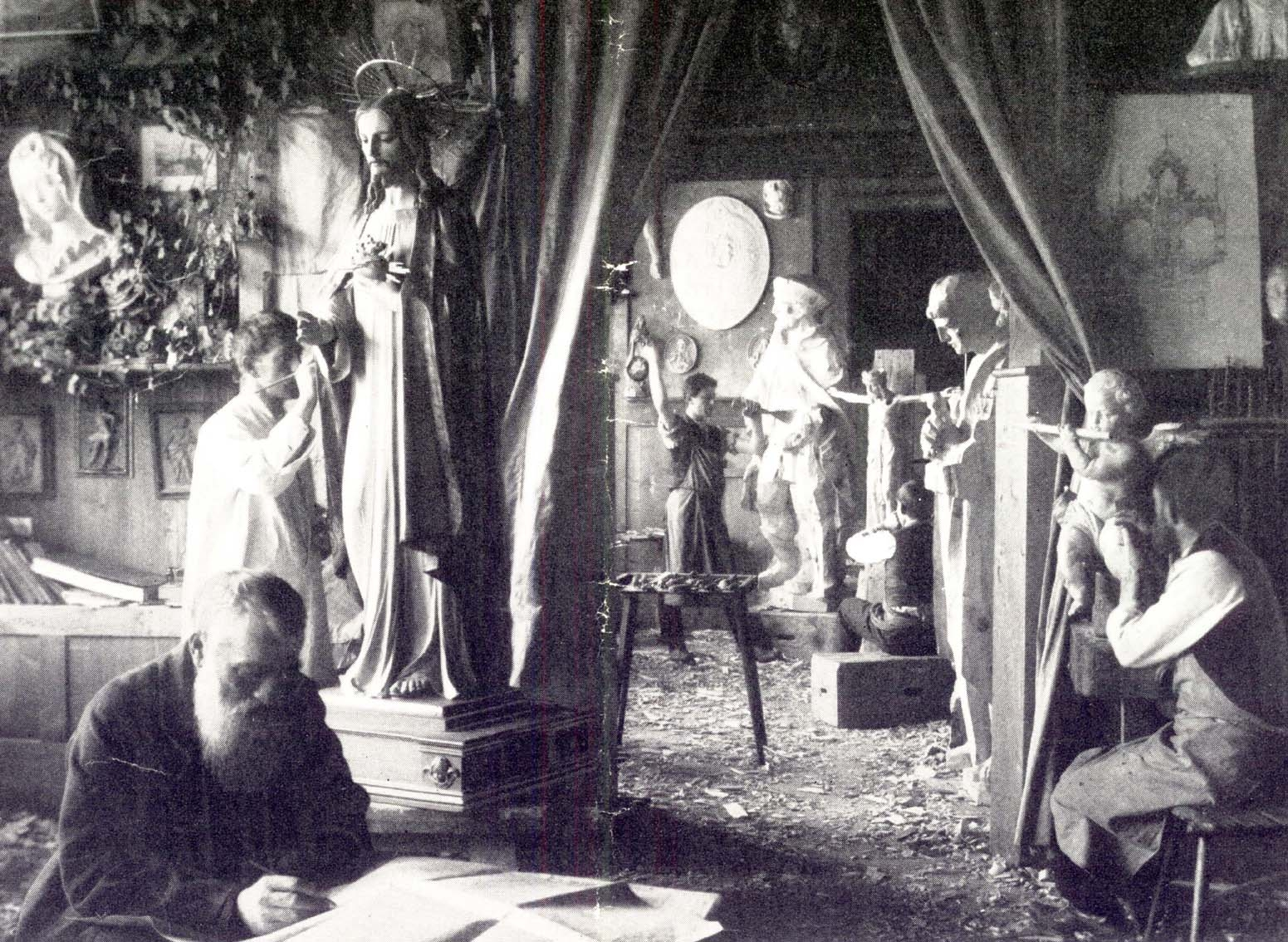
Eine Holzbildhauer-Werkstatt um 1900 in Gröden, Südtirol.

Bildschnitzer sind Handwerker und Künstler, die durch Schnitzen und andere bildhauerische Techniken dreidimensionale Bildwerke aus Holz, Elfenbein und anderen Naturmaterialien herstellen. Da Holz das von ihnen weitaus meistverwendete Material war und ist, kann der Begriff fast immer synonym mit Holzbildhauer gebraucht werden. Zwischen beiden Handwerken besteht kein prinzipieller Unterschied, doch wird das Bildschnitzen tendenziell eher auf kleine Formate und, der Etymologie von schnitzen  entsprechend, eher auf schneidende als auf schlagende Techniken angewendet. Gleichwohl wird der Bildschnitzer beide Verfahren benutzen müssen und auch der Holzbildhauer verzichtet selten auf die schnitzende Feinarbeit.
Als Randgebiet der Schnitzkunst wird unter dem Begriff Holzschnitzerei die ornamental-dekorative, meist reliefhaft-flächige Verzierung von Geräten, Kultgegenständen und Möbeln erfasst, doch bleiben natürlich die Grenzen zwischen Handwerk, Volkskunst und Hochkunst fließend.

## Material und Technik
Gewöhnlich verwenden die Schnitzer einheimische Baumarten, so in Italien und Spanien Nussbaum, Pappel und Pinie, in Ost- und Süddeutschland Linde, am Niederrhein und an den Nordküsten Eiche. Für Kleinplastik bevorzugte man harte, feinmaserige Hölzer, wie Obst- und Buchsbaum.
Zur Herausarbeitung der Form dienen ganz verschiedene Werkzeuge. Die grobe Gestalt wird mit Säge, Beil und Dechsel zugerichtet, mit flachen und gerundeten Beiteln (Stemmeisen), die mit dem Klöpfel getrieben oder, vorsichtiger, mit dem Handballen gestoßen werden, dann werden verschiedene schmalere Messer schnitzend und schneidend eingesetzt, schließlich die Oberfläche geraspelt und geschmirgelt.
Zu Material und Technik siehe auch den Artikel Schnitzen, zu den Skulpturen aus Elfenbein den Artikel Elfenbeinschnitzerei.

Zu den historischen Techniken der Farbfassungen siehe die Artikel Fassung (Bemalung) und Fassmaler.

## Geschichte

### Kunstgeschichte
Aus der Frühgeschichte und Antike sind so wenige Holzskulpturen erhalten, dass für uns ein Entwicklungszusammenhang kaum deutlich wird. Lediglich aus dem alten Ägypten sind zahlreichere Plastiken (Dienerfiguren) als Grabbeigaben auf Grund günstiger klimatischer Bedingungen überkommen.
Die wohl wichtigste Epoche in der Geschichte der europäischen Schnitzkunst war das christliche Mittelalter. Nachdem bereits in der frühchristlichen Kunst mit Reliefs geschmückte Holztüren existieren, wurden diese Vorbilder im hohen Mittelalter auch im Norden aufgegriffen. Die frühen Marienkultbilder sind mit Goldblech beschlagen, doch schon das älteste Triumphkreuz, das Gerokreuz in Köln zeigt eine farbige Fassung (Bemalung) wie sie das ganze Mittelalter hindurch für die Holzplastik obligatorisch bleiben wird. Weitere monumentale Triumphkreuze bestimmen unser Bild von der mitteleuropäischen Holzplastik des 12. und 13. Jahrhunderts, Andachtsbilder sind charakteristisch für die kirchliche Bilderwelt des 14. Jahrhunderts. Im letzten mittelalterlichen, dem 15. Jahrhundert wird das Flügelretabel, vor allem im deutschen Sprachraum, zur Hauptaufgabe für den nun überwiegend in Holz arbeitenden Bildhauer. Angesichts der großen Verluste ist die unzählbar große Menge an erhaltenen Altaraufsätzen nur eines der Anzeichen für die kurz vor der Reformation noch einmal anschwellende Produktion aus den Werkstätten der Bildschnitzer. Am Ende dieser Ära werden die geplanten farbigen Fassungen teilweise nicht mehr  ausgeführt (Tilman Riemenschneider).
In Italien und Frankreich spielte die Holzplastik eine geringere Rolle als in den mitteleuropäischen Regionen zwischen Skandinavien und Tirol. Eine Ausnahme bildet die Reihe bedeutender Renaissance-Kruzifixe aus Florenz von Donatello, Brunelleschi und Michelangelo. Den spanischen Bildhauern zwischen Gotik und Renaissance dürfte das Material Holz zur Realisierung ihrer expressiven und bizarren Stilideale entgegengekommen sein.
Mit der Reformation und ihrem anderen Verständnis von der Rolle im Kirchenraum fielen in den protestantischen  Regionen Deutschlands die kirchlichen Aufgaben für die Bildschnitzer weitgehend weg. Ihnen blieb das Ausschmücken von Möbeln und dekorativ ausgestaltete Wandverkleidungen. Die herausragenden Leistungen der deutschen Schnitzkunst im 16. und 17. Jahrhundert liegen eher im kleinen Format. Im Verlauf der Gegenreformation
findet der Holzbildhauer wieder Aufgaben auch im Kirchenraum. Ein Höhepunkt der deutschen Bildhauerkunst in Holz ist das bayerische Rokoko mit Ignaz Günther und anderen. Der Klassizismus mit seiner Bevorzugung des Marmors kam der Schnitzkunst kaum entgegen. Erst die Neugotik mit ihrer Rückbesinnung auf die Figuren des Mittelalters belebte das Schnitzerhandwerk wieder, doch blieb es in Stil und Ikonographie bei stereotypen Wiederholungen.
Bemerkenswerte künstlerische Neuerungen brachte erst das 20. Jahrhundert. Paul Gauguin und die deutschen Expressionisten (Ernst Ludwig Kirchner) lernten die Kunst der indigenen Völker schätzen, auch Picasso zeigt sich von ihnen beeinflusst. Einen ganz eigenen Stil fand Ernst Barlach mit seinem gemäßigt expressiven Stil massiger Einzelformen mit harten, scharf geschnittenen Falten, die bewusst die Spuren des Schnitzmessers noch erkennen lassen. Seit der Mitte des 20. Jahrhunderts wird in der Skulptur durchaus noch Holz in Bildwerken und Objekten  verwendet, doch spielt seine Materialität kaum noch eine tragende Rolle.

### Gewerbegeschichte
Über die soziale Stellung und gewerbliche Organisationsformen der Bildschnitzer, die im Mittelalter noch von den (bis etwa ins 14. Jahrhundert in Bauhütten organisierten) Steinbildhauern getrennt waren, wissen wir recht wenig.
Vereinzelt hatten sich die Bildschnitzer in den deutschen Bürgerstädten seit dem 15. Jahrhundert (aber oft auch erst viel später) zum Beispiel mit den Malern und Glasern oder auch anderen Gewerken zu Zünften zusammengeschlossen, um ihre wirtschaftliche Macht zu sichern.  Doch andernorts und zu anderen Zeiten galt die Bildhauerei (mehr noch als die Malerei) als eine der freien Künste, deren Ausübung jedem erlaubt war. Auch wurde es in manchen Städten einzelnen herausragenden Bildhauern nach dem Vorbild der vom Zunftzwang befreiten Hofkünstler erlaubt, als Freimeister zu arbeiten. So bildete sich in der Neuzeit der Typus des freien Künstlers heraus. Die Beschränkung auf bestimmte Materialien wurde hinfällig.
Große Verbreitung hatte die Schnitzerei im Alpenländischen Raum. Neben den Herrgottsschnitzern gab es auch zahlreiche Kuckucksuhrenschnitzer im Schwarzwald. Einst von Bauern im Nebenerwerb betrieben, insbesondere im Winter, entwickelte sich später ein spezialisierter Beruf der dem des Bildhauers entsprach.

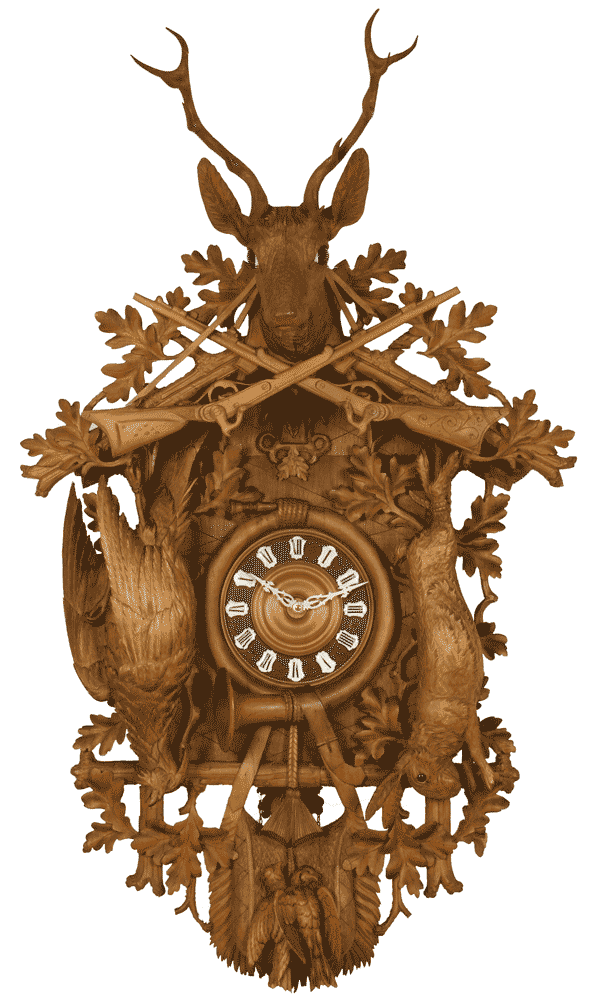
KuckucksuhrDesignform "Jagdstück", Schwarzwald, um 1900, Deutsches Uhrenmuseum, Inv. 2006–015

## Ausbildung

### Allgemeinbildende Schulen
In allen allgemeinbildenden Schulen werden im Fach Kunst und bei Projekten erste Kenntnisse  vermittelt. Die Lehrkräfte haben als Technische Lehrer eine Berufsausbildung, Ausbildereignungsprüfung und Weiterbildungen oder als Wissenschaftliche Lehrer ein Studium an einer Hochschule oder Akademie absolviert.

### Gesellenprüfung Holzbildhauer
In manchen Schulen werden Klassen zu Holzbildhauern ausgebildet.

### Schulen für Holzbildhauerei Österreich
Neben der Bildhauerschule Hallein kann der Beruf des Holzbildhauers auch noch in den Fachschulen in Hallstatt und in Elbigenalp erlernt werden. Diese Fachschulen dauern 4 Jahre und enden mit einer Abschlussprüfung, die rechtlich der Gesellenprüfung gleichgestellt ist. In Hallein kann anschließend eine zweijährige Meisterschule besucht werden, die mit der Meisterprüfung endet.

### Schule für Holzbildhauerei Schweiz
Jährlich werden sieben Schüler, nach einer dreitägigen Schnupperlehre, aufgenommen.

### Berufsfachschulen Holzbildhauer
Berufsfachschulen  bieten eine dreijährige Ausbildung zum Holzbildhauer mit abschließender Gesellenprüfung an: allgemeine Berufsschulfächer, Kunstmarkt, Skulpturarbeit, Bildhauerei, Schnitzen,  Modellieren, Abformtechniken, Gips-, Silikon-, Polyester- und Betonguss, Keramik, Präsentation, Ausstellungskonzeption, Bemalen, Versilbern, Vergolden von Figuren,  Holzkunde, Materialkunde, Werkzeugkunde, Oberflächengestaltung, Werkstoffe und deren Bearbeitung, Gegenwartskunst, Freihandzeichnen, Kalligrafie, Gebrauchsschriften, Präsentation, Fotografie, Medien digitale Bildbearbeitung, Kataloge, Ausstellungsplakate, Technisches Zeichnen,  Kunstgeschichte, Schreinern, Drechseln, Verleimung, Aktzeichnen, Grafik, Steinbearbeitung, Metallbearbeitung, 3D-Druck Schmieden und Schweißen.  Unter den zahlreichen Bewerbern wird mit einer Aufnahmeprüfung ausgewählt.

### Hochschulen Akademien
An zahlreichen Hochschulen und Akademien werden Studenten und angehende Lehrkräfte nach einer Eignungsfeststellung ausgebildet.